# Flughafen Malmö

i7
i11
i13
Der Flughafen Malmö (bis 2007 Malmö-Sturup, IATA-Code: MMX, ICAO-Code: ESMS) ist Schwedens fünftgrößter Flughafen und liegt zwischen den Orten Sturup und Svedala in der Region Schonen. Er ersetzte im Dezember 1972 den in der Stadt gelegenen Flughafen Malmö/Bulltofta. Die Betreibergesellschaft nennt den Flughafen Malmö Airport. Er verzeichnete im Jahr 2016 rund 2,2 Millionen Passagiere.

## Geschichte
In den 1960er Jahren wurde wegen des gestiegenen Verkehrsaufkommens und der damit einhergehenden Lärmbelästigung der Stadt Malmö ein neuer Standort für den seit den 1920er Jahren bestehenden Flughafen in Bulltofta gesucht.
Die ersten Pläne für einen Flugplatz an dieser Stelle wurden 1964 veröffentlicht und fanden anfänglich wenig Beachtung. Größere Proteste kamen zwischen 1968 und 1969 auf, als die ersten Grundstücke gekauft wurden. Der Naturschutzbund von Schonen erkannte zu dieser Zeit, dass eines der größten Vogelbrutgebiete der Region in Gefahr war, zerstört zu werden.
Der eigentliche Bau des Flughafens wurde 1970 begonnen und kurz vor Weihnachten 1972 fertiggestellt. Die Kosten waren auf 75 Millionen Schwedische Kronen veranschlagt, beliefen sich jedoch am Ende auf 133 Millionen SEK. Diese Summe teilten sich der Staat und die Stadt Malmö, welche den größten Nutzen aus dem Neubau zog. Der neue Flughafen ersetzte den Flugplatz im Malmöer Stadtteil Bulltofta.
2006 wurde das Terminal renoviert und dabei die bauliche Trennung zwischen den nationalen und internationalen Passagierbereichen aufgehoben, wodurch die Kapazität gesteigert werden konnte.

## Fluggesellschaften und Ziele
SAS und Norwegian verbinden Malmö mit Stockholm/Arlanda, Malmö Aviation fliegt auch den zentralen Flughafen Stockholm/Bromma in der Hauptstadt an. Wizz Air fliegt nach Belgrad, Budapest, Danzig, Kattowitz und Warschau. Saisonal werden auch zahlreiche Ziele am Mittelmeer unter anderem durch TUIfly Nordic angeboten, daneben gibt es auch mehrere Verbindungen in den Irak, teilweise dient Malmö hier als Zwischenstopp.
Seit dem 9. Januar 2014 führt ATRAN vom Flughafen Moskau-Scheremetjewo mit einer Boeing 737-400 einen Frachtflug nach Malmö durch. Seit März 2018 legt die Star Air auf dem Frachtflug nach Helsinki einen Zwischenstopp ein.
Im deutschsprachigen Bereich wird Malmö mit Frachtflügen aus Köln/Bonn durch UPS bedient.